# ستيوارت دراموند (سياسي)
ستيوارت دراموند (بالإنجليزية: Stuart Drummond)‏ هو سياسي بريطاني، ولد في 29 نوفمبر 1973. انتخب Mayor of Hartlepool ‏ (2 مايو 2002 – 2 مايو 2013).

## وصلات خارجية
- الموقع الرسمي